# Great Balls of Fire
För andra betydelser, se Great Balls of Fire (olika betydelser).
Great Balls of Fire är en låt från 1957 som skrevs av Otis Blackwell och Jack Hammer. Den spelades in av Jerry Lee Lewis på Sun Records den 8 oktober 1957, och släpptes på singel i november 1957. Great Balls of Fire är även titeln på en film som baseras på boken med samma namn. Den skrevs av Jerry Lee Lewis ex-fru Myra Gale Brown. Filmen spelades in 1988 och är delvis sanningsenlig. Jerry Lee Lewis spelas av Dennis Quaid och rollen som Myra Gale Brown spelas av Winona Ryder. Soundtracket som användes i filmen är inspelat av Jerry Lee Lewis speciellt för filmen. Rockgruppen Dia Psalma gjorde en cover på låten i tre versioner som de gav ut på EP:n "Stora bollar av...".

## Coverversioner
- Electric Light Orchestra - 1974
- Dolly Parton - 1979
- Dia Psalma - 1994 (Stora bollar av...)